# Natriumvinylsulfonaat
Natriumvinylsulfonaat (NVS) is een co-monomeer voor polymerisatie van functionele polymeren, meteen ook de grootste toepassing.
NVS (C2H3NaO3S) is een bijna-kleurloze (geelachtige), geurloze waterige oplossing (25%-26%) of een vaste witte stof (99%). De productie van NVS gebeurt in twee stappen. De eerste stap is sulfonering, gevolgd door neutralisatie. De sulfonatie gebeurt in een sulfonatiereactor met behulp van oleum. In de tweede stap wordt ethionzuur geneutraliseerd in een waterige oplossing. De neutralisatie gebeurt verder ook in twee stappen. Ethionzuur vormt met twee moleculen NaOH natriumethionaat. Het natriumethionaat reageert verder met een van de natriumhydroxide moleculen tot NVS, Na2SO4 en H2O als reactieproducten. Deze laatste stap gebeurt volgens een eliminatiereactie die verder wordt beschreven. Echter, de eliminatiereactie is in concurrentie met een bijreactie, een nucleofiele substitutiereactie. Beide reacties treden steeds samen op.

## Sulfonering
Een eerste stap is het vormen van ethionzuur aan de hand van ethanol en oleum (rokend zwavelzuur).

## Neutralisatie

### Vorming natriumethionaat
Eerst worden twee natriumhydroxide moleculen aan het ethionzuur toegevoegd, hetgeen leidt tot natriumethionaat.

### Vorming NVS en bijproducten
Daarna reageert het natriumethionaat met gepolariseerd NaOH verder tot NVS en twee nevenproducten, Na2SO4 en H2O.

### Concurrerende bijreactie
Er treedt echter ook een concurrerende nevenreactie op. De OH− groep onttrekt in dit geval geen proton, maar gaat een binding aan met een van de koolstofatomen van het natriumethionaat. Onder afsplitsing van natriumsulfaat wordt dan natriumisethionaat gevormd, wat op zijn beurt verder reageert met Na2SO4 tot natriumisethionaat-bis-ether.

Uit de praktijk blijkt dat natriumisethionaat een moeilijk te vermijden bijproduct is, waaruit zich vlot bis-ether vormt.